# Olivier Willocx
Olivier Willocx (né à Bruxelles le 21 avril 1966) est un économiste belge, connu pour être depuis 2000 l'administrateur délégué de BECI (Brussels Entreprises Commerce and Industry). Il devient membre du Parlement de la région de Bruxelles-Capitale le 10 juin 2024.

## Biographie
Olivier Willocx nait à Bruxelles en 1966, il est le petit-fils de Albert Coppé, homme politique belge et ancien Commissaire européen à l'emploi, aux affaires sociales et à l'insertion. Il fréquente l’école européenne d’Uccle et ensuite l'école Decroly où il termine en 1985.
Ensuite il s’inscrit à l'Université libre de Bruxelles (ULB) à la faculté de Sciences Économiques, et il obtiendra son diplôme en 1990. En 1993, il entame un Master en Droit européen auprès de l'Université d'Amsterdam, suivi par un petit séjour à Florence auprès de l’Academy of European Law (ERA).
De 1995 à 1997, il travaille comme Conseiller au Cabinet d’Hervé Hasquin, Ministre de l’Aménagement de la Région de Bruxelles-Capitale. Ensuite il est attaché économique aupres de l'Union européenne pour la Région de Bruxelles Capitale. Il met notammemnt en place l'objectif 2. Entre 2003 et 2006, il est un des trois responsables de la rénovation de l’Atomium, en tant que membre de l'asbl Atomium.
En 2001, il est chargé de cours à l’Institut Cooremans, jusqu’en 2007. De 2006 à 2010, il est juge social au Tribunal du travail. À partir de 2014 et jusqu'en 2021 il est nommé conseiller social effectif à la Cour du travail de Bruxelles, au titre d'employeur.
En 2000, il est nommé Directeur Général de la Chambre de Commerce et d’Industrie de Bruxelles et en 2007, il réalise sa fusion avec l’Union des Entreprises de Bruxelles, en donnant vie à une nouvelle organisation : BECI (Brussels Entreprises Commerce and Industry) qu'il dirige de 2008 à 2024.
De 2012 à 2015, il est Président du Conseil Économique et Social de la Région de Bruxelles-Capitale.
En 2021 est nommé par le Kazakhstan consul honoraire.
Le 2 février 2024 Olivier Willocx se présente comme candidat sur la liste MR pour l'élection du Parlement de la région de Bruxelles-Capitale. Il est élu le 10 juin 2024.

## Distinctions
- Officier de l'ordre de Léopold II (8 avril 2016)[15]

## Publications
- « Secret d’État » Vincent Delannoy et Olivier Willocx, 2007  (ISBN 978-2-8710-6450-3)